# Bruce Lipton
Bruce Harold Lipton (Mount Kisco, 21 de octubre de 1944) es un biólogo celular estadounidense, conocido por sus investigaciones sobre cómo los genes y el ADN pueden ser modificados por las actitudes mentales sistemáticas de una persona. Es autor del best seller La biología de la creencia y profesor visitante en el New Zealand College of Chiropractic.

## Biografía
Bruce H. Lipton, es doctor en biología celular por la Universidad de Virginia en Charlottesville (1971). Entre 1973 y 1982, ejerció como profesor de anatomía en la Facultad de Medicina de la Universidad de Wisconsin, donde además desarrolló diversas investigaciones centradas en el desarrollo muscular. En la década de los 1970, publicó dos artículos sobre el desarrollo de las células musculares.
Posteriormente abandonó la universidad para formar una banda musical de rock and roll, hasta que en 1983 volvió a la enseñanza.
Bruce H. Lipton ha escrito un total de 17 artículos científicos hasta 1992 sobre el desarrollo muscular prácticamente todos en revistas de muy bajo impacto según las clasificaciones dependientes del establishment científico. Ha escrito y también colaborado en diversos libros, algunos de ellos textos académicos. También ha participado y participa en numerosos documentales, programas de radio y televisión, cursos y talleres, además de una intensa actividad como conferenciante. Su último artículo en una revista científica data de 1992. Todas sus publicaciones posteriores se realizaron en revistas sin indexar o dedicadas al público general.

## Recepción
La comunidad científica institucional no acepta sus ideas, que son consideradas irrelevantes y criticadas. 
David Gorski, oncólogo y profesor de cirugía de la Facultad de Medicina de la Universidad Estatal de Wayne, lo ha criticado, entre otros, diciendo que Lipton no entiende la biología evolutiva y que ha tergiversado los resultados de su investigación en epigenética. Lo llegó a calificar de «charlatán» (crank en inglés).